# F-03C
docomo SMART series F-03C（ドコモ スマート シリーズ エフ ゼロ さん シー）は、富士通によって発売されたNTTドコモの第三世代携帯電話（FOMA）端末である。docomo SMART seriesの端末。

## 概要
2009年冬春モデルのF-03Bの後継機種であり、本機種も"スリム防水"の名を継承している。IPX5・IPX8等級相当の防水並びにIP5X等級の防塵性能がある（ただし、F-03Bで対応となっていたIPX7等級相当の防水性能は有していない）。
当端末は当時のらくらくホンでは一般的であったフルカラー液晶のサブディスプレイが搭載されている。先代のF-03Bで搭載されていた有機ELのサブディスプレイは廃止し、新たにフルカラー液晶のディスプレイが搭載されるとともに、背面タッチセンサーも新たに追加された。サブディスプレイは2.0インチのカラー液晶（バックライト付き）を備えており、センサーにタッチするとメニューが立ち上がり、閉じた状態でもカメラ（静止画・ビデオ撮影）、ワンセグ、メールなど6つの機能を使うことができるほか、着信履歴や受信メール、スケジュールなども閉じた状態で確認することも可能である。背面タッチセンサー部は一つ前の画面に戻るクリアキーを備えているほか、スクロールは指を上下あるいは左右をなぞるだけでできる。
カメラ機能においてはCMOSセンサーにソニー製の「Exmor for mobile」を採用。F-03Bから継続採用されている高性能画像処理エンジン「Milbeaut Mobile（ミルビュー モバイル）」との相乗効果で微妙な質感やディテールまで再現する。さらに、F-01Cと同様に、最短約0.5秒の高速起動が可能で、撮影間隔最短約1.0秒（待受サイズの場合）で撮影できる「クイック撮影モード」も備えるほか、新たにフルハイビジョン動画撮影にも対応した。
このほか、相手の声を聞き取りやすくするために、人ごみなどの騒音に対応した「スーパーはっきりボイス3」と新幹線乗車中・歩行中・走行中の特定環境に合わせて自動調整する「ぴったりボイス」、マナーモードの設定頻度が高い場所をケータイ自身が学習し、その場所に近づくと設定切り替えを促し、さらに登録しておけば次回から自動でマナーモード設定に切り替える「ロケーションマナーサポート」や電車乗車中などに着信やメール受信があった場合に設定切り替えを促す「乗り物マナーサポート」、ケータイをかざすだけで街の情報をアイコンで表示する「AR対応ロケーションレーダー」などの豊富な機能を備えており、とっさの調べものに役立つように広辞苑など15種類のマルチメディア対応本格辞書を搭載する。
また、当端末は2010年度グッドデザイン賞を受賞している。

## マイセレクトモデル
12月21日より、NTTドコモオンラインショップ限定で、自分好みのパーツを選びカスタマイズできる、オーダーメイドモデルの発売が開始された。限定10,000台となっており、画面下の部分にネームパーツが11種類から選べ、また3種類のフォントで好きな文字が入れられる。またワンプッシュボタンもは、4種類の異なるデザイン（18K GOLD、WHITE ZIRCONIA、 ONYX、AMETHYST）から選択することができる。

## その他機能
| 主な対応サービス                   | 主な対応サービス                                   | 主な対応サービス                       | 主な対応サービス                                 |
| ---------------------------------- | -------------------------------------------------- | -------------------------------------- | ------------------------------------------------ |
| タッチパネル                       | FOMAハイスピード （受信時:7.2Mbps/送信時:5.7Mbps） | Bluetooth                              | DCMX／おサイフケータイ                           |
| iアプリオンライン／地図アプリ      | 直感ゲーム／メガiアプリ                            | iウィジェット                          | マチキャラ／iコンシェル（※）                     |
| ホームU／ポケットU                 | GPS（※）／ケータイお探し                           | デコメール／デコメ絵文字／デコメアニメ | iチャネル                                        |
| 着もじ                             | テレビ電話／キャラ電                               | ケータイデータお預かりサービス         | フルブラウザ                                     |
| おまかせロック／バイオ認証         | 外部メモリーへiモードコンテンツ移行                | トルカ                                 | iC通信                                           |
| きせかえツール／ダイレクトメニュー | バーコードリーダ／名刺リーダ                       | 2in1                                   | エリアメール／ソフトウェアーアップデート自動更新 |
| GSM／3Gローミング（WORLD WING）    | 着うたフル／うた・ホーダイ                         | Music&Videoチャネル／ビデオクリップ    | デジタルオーディオプレーヤー                     |

（※）オートGPS対応

## プリインストールiアプリ
以下のアプリケーションが購入時にプリインストールされているが、すべてのコンテンツを利用するにはあらかじめアップデートが必要で、コンテンツによっては外部メモリー（microSD/microSDHCカード）を用意する必要がある。
| アプリ名                       | 概要 |
| ------------------------------ | --- |
| TETRIS 1to3 for F              | パズルゲーム |
| フライハイトクラウディア       | 本格RPGのシリーズ1作目 |
| ファミスタワイヤレス FM版      | 野球ゲームのBluetooth通信対応版 |
| 対戦パックマン（体験版）       | |
| ロジックパズルF                | ヒントとなる数字をもとにブロックを配置して図形を作成するパズルゲーム                                                                                  |
| ZOOKEEPER DX F                 | アクションゲーム |
| ETGAスウィングレッスン         | プロゴルファー江連忠監修のゴルフフォームを診断するアプリ                                                                                              |
| E★エブリスタアプリ             | ケータイ総合雑誌「E★エブリスタプレミアム」掲載作品の更新情報をリアルタイムで確認できるアプリ                                                          |
| ブックビューア コミック体験!   | セルシス、ボイジャーが提供しているケータイコミックを体験できるアプリ                                                                                  |
| コミック/小説ビューア          | コミックや小説を読むことができるアプリ |
| VoiceShelf for F               | オーディオブックを再生するためのアプリ |
| 日英版しゃべって翻訳 for F     | マイクに向かって主に旅行で使われる日本語、英語を話すだけで翻訳した文章を画面に表示する翻訳アプリ                                                      |
| iアバターメーカー              | iアバターを作成するアプリ |
| iCタグリーダー                 | 対応のポスター・カード・シールなどにおサイフケータイでかざして情報を読み取るためのアプリ                                                              |
| ロケーションレーダー           | 現在地の周辺施設や目的地を検索して現在地から目的地までの直線距離や目的地の方角を表示するアプリ                                                        |
| モバイルGoogleマップ           | Googleマップのアプリ。GPSを使った道案内、経路検索、衛星写真、ストリートビューなどを利用できる                                                         |
| Gガイド番組表リモコン          | テレビ番組表とAVリモコン機能が1つになったアプリ |
| おサイフケータイ Webプラグイン | おサイフケータイを便利に使うためのアプリ |
| iD設定アプリ                   | おさいふケータイクレジット決済サービスiDの設定アプリ                                                                                                  |
| DCMXクレジットアプリ           | NTTドコモが提供するおさいふケータイクレジットDCMXの設定アプリ                                                                                         |
| モバイルSuica登録用iアプリ     | モバイルSuica契約用のiアプリ |
| ヘルスチェッカー               | 歩数、活動量、脈拍数、血圧、体組成のデータを管理するアプリ                                                                                            |
| ドコモWebメール                | パソコン・FOMA端末のどちらからでも利用できるメールサービス「ドコモWebメール」のアプリ                                                                 |
| 地図アプリ                     | GPS機能を利用して、目的地を検索したり、乗り換え案内を駆使した、交通手段によるルートを表示が可能                                                       |
| @Fケータイ応援団INFO           | 富士通のiモード公式サイト「@Fケータイ応援団」の最新情報や「millmo.jp for F」のおすすめ情報を定期的に通知してくれるウィジェット                        |
| ROID ウィジェット2             | モバイルサイト「ROID」の更新情報などを通知してくれるウィジェット                                                                                      |
| Start! iウィジェット           | iウィジェットの使い方をムービーで見ることができるiアプリ                                                                                              |
| iWウォッチ                     | iウィジェット画面でグラフィカルに時計や電池残量を確認することができるアプリ                                                                           |
| 楽オク☆アプリ                  | 楽天オークション用のアプリ |
| iアプリバンキング              | モバイルバンキングを簡単に利用するためのアプリ |
| マクドナルド トクするアプリ    | 日本マクドナルドのかざすクーポンなどを利用するためのアプリ                                                                                            |
| 株価アプリ                     | iウィジェットを利用して株価情報を表示するアプリ |
| 花粉アプリ                     | スギ・ヒノキの分布や量を確認できるアプリ |
| お天気アプリ                   | 簡単操作で詳細な気象情報が確認できるアプリ |
| i Bodymoアプリ                 | 健康サービス「i Bodymo（iボディモ）」のアプリ |
| FOMA通信環境確認アプリ         | FOMAハイスピードエリアを利用できるかを確認することができるiアプリ                                                                                     |
| いっしょにデコ                 | お互いのFOMA端末をかざして撮影した静止画にスタンプを貼ったりデコレーションができるiアプリタッチ対応アプリ                                             |
| ドコモ料金案内                 | 通話料やパケット通信料等の簡易的な履歴を一覧やグラフで確認できるアプリ                                                                                |
| 電子マネー「nanaco」           | セブン&アイグループの電子マネー「nanaco」のモバイル版                                                                                                 |
| かざす請求書                   | 毎月のドコモ利用料金の情報をおサイフケータイに取得し、請求書が無くてもコンビニエンスストアで決済できるアプリ（本サービスはセブン-イレブンのみ対応。） |
| ビックポイント機能付ケータイ   | おサイフケータイをビックカメラの「ビックポイントカード」として利用できるアプリ                                                                        |
| ヨドバシゴールドポイントカード | おサイフケータイをヨドバシカメラの「ヨドバシゴールドポイントカード」として利用できるアプリ                                                            |
| モバイルAMCアプリ              | おサイフケータイを使用して、ANAの各種サービスを利用できるアプリ                                                                                       |

上記のアプリの他、ドコモマーケットなどから、様々なアプリケーションのダウンロードが可能となる。

## 沿革
- 2010年11月8日 - F-01C・F-02C・F-03C・F-04C・F-05C・F-06C・L-01C・L-02C・L-03C・Optimus chat L-04C・N-01C・N-02C・N-03C・P-01C・P-02C・P-03C・SH-01C・SH-02C・LYNX 3D SH-03C・SH-04C・SH-05C・SH-06C・ブックリーダー SH-07C・TOUCH WOOD SH-08C・REGZA Phone T-01C・HW-01C・BlackBerry Curve 9300・フォトパネル03の開発並びに一部機種の発売を発表。
- 2010年11月27日 - 発売開始。
- 2010年12月21日 - マイセレクトモデル発売開始